# Lupaeus subterraneus
Lupaeus subterraneus är en spindeldjursart som först beskrevs av Berlese 1916.  Lupaeus subterraneus ingår i släktet Lupaeus och familjen Cunaxidae. Inga underarter finns listade i Catalogue of Life.